# Диарте, Карлос
Карлос Мартинес (Лобо) Диарте (порт. Carlos Martínez (Lobo) Diarte; 26 января 1956, Асунсьон, Парагвай — 29 июня 2011, Валенсия, Испания) — парагвайский футболист и тренер.

## Биография
Начинал свою карьеру на родине в «Олимпии», с которой становился чемпионом Парагвая. Затем провел десять сезонов в испанской Ла Лиге. Известность получил в «Валенсии». В сезоне 1977/78 в матче против «Эльче» Диарте отличился уже на десятой секунде встречи. Этот гол по-прежнему входит в число самых быстрых в испанском чемпионате. Завершал свою карьеру в «Олимпии». На протяжении нескольких лет вызывался в сборную Парагвая.
В качестве тренера возглавлял ряд испанских и парагвайских клубов. Последним местом работы Диарте стала сборная Экваториальной Гвинеи, которую он покинул в августе 2010 года из-за выявленного у него онкологического заболевания.
Несмотря на лечение, парагвайский специалист скончался 29 июня 2011 года в госпитале доктора Песета в Валенсии на 56-м году жизни.

## Достижения

### Футболиста
- Чемпион Парагвая (1): 1971.
- Обладатель Кубка Испании (1): 1978/79.

### Тренера
- Вице-чемпион Парагвая (1): 2003.